# VI legislatura de España
La vi legislatura de España (xcv desde las Cortes de Cádiz) comenzó el 27 de marzo de 1996 cuando, tras la celebración de las elecciones generales, se constituyeron las Cortes Generales, y terminó el 18 de enero de 2000, con la disolución de las mismas. Le precedió la v legislatura y le sucedió la vii legislatura.
El Partido Popular obtuvo mayoría simple en el Congreso de los Diputados. José María Aznar fue investido presidente del Gobierno y formó su primer Gobierno. La victoria del Partido Popular supuso un cambio en el panorama político, tras 14 años de gobierno del Partido Socialista Obrero Español. El PSOE, principal partido de la oposición, afrontó esta legislatura sin la presencia de Felipe González, que fue sustituido como secretario general del partido por Joaquín Almunia en 1997.

## Inicio de la legislatura

### Elecciones generales
En las elecciones generales del 3 de marzo de 1996, el Partido Popular se convirtió en el principal partido del hemiciclo, aunque sin obtener mayoría absoluta en la cámara (156 diputados sobre un total de 350).

### Investidura

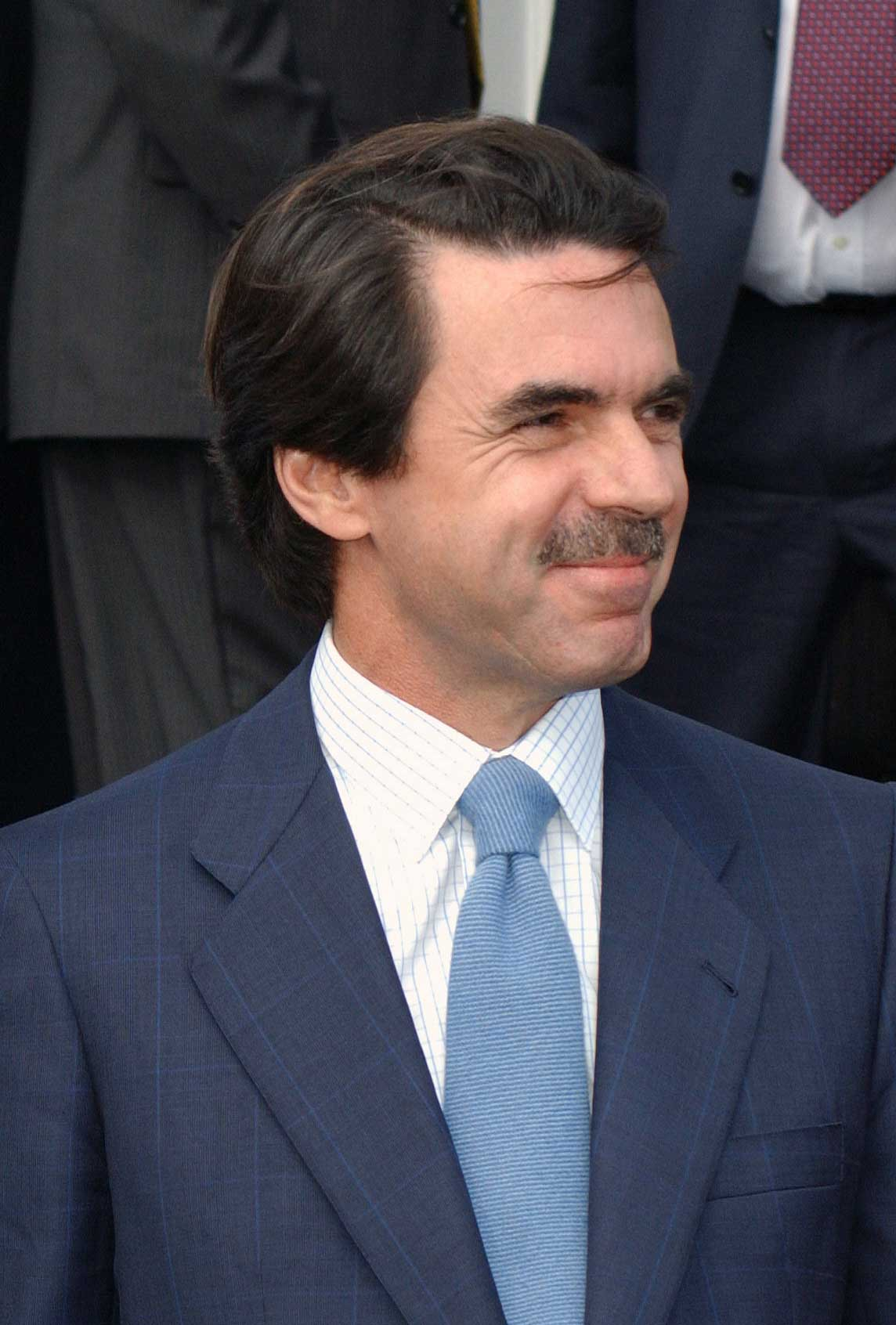
José María Aznar, candidato por el Partido Popular en 1996, ganó los comicios obteniendo mayoría simple.

Tras prolongadas negociaciones con las principales formaciones nacionalistas de Cataluña (CiU), Aznar alcanzó el Pacto del Majestic con CiU mediante el cual recibirían su apoyo en el Congreso de los Diputados a cambio del apoyo del PPC en el Parlament. El pacto incluía asimismo el traspaso de competencias y el final del servicio militar obligatorio. El porcentaje del IVA y el IRPF transferido a las comunidades autónomas pasó del 15 al 30% del total recaudado. Además, también lograría pactos similares con los nacionalistas del País Vasco (PNV) y Canarias (CC). Gracias a estos pactos logró el respaldo de las mismas en la sesión de investidura el 4 de mayo de 1996, por lo que al día siguiente juró el cargo como nuevo presidente del Gobierno de España.
| Candidato        | Fecha                                                  | Voto |     |     |    |    |   |   |   |   |   |   |   | Total   |
| ---------------- | ------------------------------------------------------ | ---- | --- | --- | -- | -- | - | - | - | - | - | - | - | ------- |
| José María Aznar | 4 de mayo de 1996 Mayoría absoluta requerida (176/350) | Sí   | 156 |     |    | 16 | 5 | 4 |   |   |   |   |   | 181/350 |
| José María Aznar | 4 de mayo de 1996 Mayoría absoluta requerida (176/350) | No   |     | 141 | 21 |    |   |   |   | 2 | 1 | 1 |   | 166/350 |
| José María Aznar | 4 de mayo de 1996 Mayoría absoluta requerida (176/350) | Abs. |     |     |    |    |   |   |   |   |   |   | 1 | 1/350   |
| José María Aznar | 4 de mayo de 1996 Mayoría absoluta requerida (176/350) | Aus. |     |     |    |    |   |   | 2 |   |   |   |   |         |

## Elecciones municipales, forales, autonómicas y europeas de junio de 1999
- El 3 de marzo de 1996 se celebraron elecciones al Parlamento de Andalucía. El PSOE de Manuel Chaves gana los comicios de nuevo, aunque de una vez más por mayoría simple. Revalida su gobierno gracias a una coalición con el Partido Andalucista. El candidato del PP fue Javier Arenas, quien posteriormente sería el ministro de Trabajo y Asuntos Sociales en el Gobierno de José María Aznar.

- El 19 de octubre de 1997 se celebraron elecciones al Parlamento de Galicia. El candidato del PPdeG, Manuel Fraga, consiguió por 3.ª vez la mayoría absoluta en los comicios, consiguiendo el mejor resultado de su historia. El PSdeG-PSOE, sin embargo, con Abel Caballero, obtuvo el peor de sus resultados desde las primeras elecciones autonómicas de esa comunidad, pasando de 19 a 15 diputados. Por su parte, el BNG, con Xosé Manuel Beiras, obtendría sus mejores resultados pasando de 13 a 18 diputados, a la vez que se convertía en la principal fuerza de la oposición.

- En el País Vasco hubo elecciones el 25 de octubre de 1998.PNV y EA empeoraron ligeramente sus resultados, mientras que salieron reforzados tanto el Partido Popular, que obtuvo el mejor puesto de su historia al situarse como 2.ª fuerza más votada, como la denominada izquierda abertzale, que se presentó bajo la marca Euskal Herritarrok. El PNV ganó en Vizcaya, EH en Guipúzcoa y el PP en Álava. A pesar de obtener dos escaños más y ser la única fuerza del tripartito saliente que ganaba en escaños y votos, el PSE-EE obtenía el peor puesto de su historia (cuarta fuerza política). Unidad Alavesa, por su parte, se hundía con tan solo dos diputados.

- El 13 de junio de 1999 tuvieron lugar las elecciones municipales y autonómicas en gran parte de los municipios y autonomías de España. El PP ganó en 38 capitales de provincia, obteniendo en voto popular 7.334.135 votos(34,12%) y 24.623 concejales electos. Esta victoria fue por un estrecho margen, puesto que perdió medio millón de votos respecto a la anterior convocatoria electoral,;el PSOE obtuvo 7.296.484 votos (33,95%) y 21.917 concejales electos, logrando así medio millón de votos más que en los anteriores comicios, produciéndose un empate técnico entre ambos partidos. La gran perjudicada en esta jornada electoral fue IU, puesto que sufrió un descalabro electoral al perder más de 1 millón de votos.

- Ese mismo día también se celebraron Elecciones al Parlamento Europeo. La lista más votada fue, como en las anteriores elecciones, la del Partido Popular, quedando PSOE-Progresistas (coalición entre el PSOE y el Partido Democrático de la Nueva Izquierda) en segundo lugar. El PP, pese a que mejoró notablemente en voto popular aumentando sus apoyos en un millón de votos, obteniendo 8.410.993 votos (39,74%), en n.º de escaños mantuvo casi los mismos resultados (27 diputados). Esto se debió a que el PSOE recuperó casi cinco puntos respecto a las anteriores elecciones, aumentando en dos millones de votos, puesto que obtuvo 7.477.823 (35,33%) de papeletas y 24 diputados. En el tercer lugar repitió IU, la cual, sin embargo, perdió la mitad de sus votos, fruto de la ruptura de su alianza con Iniciativa per Catalunya y la escisión de Esquerda de Galicia y Nueva Izquierda.

- El 17 de octubre de 1999 se celebraron elecciones al Parlamento de Cataluña. Hubo una participación del 59,20%. Pese a que la formación que recibió más votos fue el PSC, liderado por Pasqual Maragall, fue  CiU la formación que obtuvo más escaños. Además, el candidato de CiU a la Presidencia de la Generalitat, Jordi Pujol, fue elegido presidente al contar con el apoyo de los votos del Partido Popular en la investidura.

## Economía

### España se convierte en socio fundador del Euro
España terminó el año 1997 con los deberes hechos para poder acceder a la Unión Monetaria el 1 de enero de 1999. Con una inflación en el entorno del 2%, un déficit público por debajo de los límites de Maastricht y unos tipos de interés inferiores al 5%. La economía española atravesaba desde ese año 1997, un tiempo de bonanza, únicamente ensombrecida por el alto nivel de paro que azotaba al país y que afectaba a uno de cada cinco personas en edad de trabajar.
No obstante, entre enero y septiembre de ese mismo año, se crearon 317.200 puestos de trabajos netos y la tasa de desempleo se redujo hasta el 20.55%.
Ese panorama económico y el buen comportamiento de los indicadores hicieron de España uno de los países mejor colocados en el cumplimiento de requisitos para la entrada en el sistema de la moneda única europea (el Euro).
Todo esto culminó con la inclusión de España (2 de mayo de 1998) en el grupo inicial de 11 países que participarían en la primera fase de la Unión Económica Monetaria con la adopción del Euro. España formaría parte de una nueva potencia económica mundial. Sin lugar a dudas, este fue el gran éxito del Gobierno Aznar durante su primera legislatura.

### Política económica
- En 1996 Aznar hereda los Fondos Estructurales para el período de 1994-1999 con los que la Unión Europea pretende fortalecer la economía de los países más pobres (España, Irlanda, Grecia y Portugal). España percibirá más de la mitad de estos fondos, además será el país de la UE que más dinero reciba del Fondo de Cohesión y, tras Francia, de la PAC.[7] En esta legislatura el PIB de España vive un crecimiento un 1.1% superior a la media de la Unión Europea,[8] tendencia que se mantiene hasta la crisis financiera de 2008.[9]

- Una de las primeras medidas del Gobierno de Aznar fue aprobar el "Programa de modernización del sector público empresarial del Estado", es decir, la sistematización de las privatizaciones. Algunas de las empresas que dejaron de ser propiedad del Estado en ese período fueron Telefónica, Endesa, Aceralia, Argentaria, Tabacalera, Repsol y Gas Natural.

- En 1997 se promulgó la Ley 54/1997 de 27 de noviembre del Sector Eléctrico[10] (como transposición de la Directiva 96/92/CE de 19 de diciembre de 1996[11]), que liberalizaba el mercado eléctrico.Los ingresos procedentes de las privatizaciones contribuyeron a reducir rápidamente la deuda pública del 68 al 63%.[12] Los sindicatos se mostraron contrarios a una medida que consideraban "pan para hoy y hambre para mañana".[13]

- Las primeras medidas a tomar del nuevo gobierno se basaron en la liberalización de la economía, reducir el déficit público e intentar el cumplimiento de las condiciones impuestas en el Tratado de Maastricht para lograr la entrada de España en el primer grupo de países en adoptar el Euro. A mediados de 1996 solo se cumplía la referida a los tipos de interés, Quedaban por cumplir las exigencias con respecto a la inflación (menos de un 2,7%) el tipo de interés a largo plazo (inferior al 7,8%), el déficit de las administraciones Públicas (menos del 3%) y la Deuda Pública (menor del 60%). España finalmente tras cumplir todas las condiciones, ingresó en el grupo de cabeza de los países del Euro en diciembre de 1997.

- Basándose en estos objetivos se contuvo el gasto público reduciendo el déficit de las Administraciones Públicas del 6,6% en 1996 al 1% del P.I.B en 2000,18 se congelaron las retribuciones en el sector público, se frenó el aumento de los presupuestos que a partir de entonces en diferencia a la gestión socialista crecería por debajo del crecimiento real de la economía.

- Se introdujeron importantes medidas de liberalización iniciadas en 1996, se sometió la actividad profesional de las «profesiones colegiadas» a la legislación sobre competencia y se impuso la liberalización de precios. Se liberalizó el mercado de las telecomunicaciones, se reguló la televisión por cable y se liberalizó la telefonía móvil.

- Se iniciaron medidas de liberalización del suelo, buscando la calificación del suelo no urbanizable que se determinase solo en función de criterios medioambientales y paisajísticos. Una sentencia del Tribunal Constitucional, tras un recurso del PSOE, lo impidió.

- El Partido Popular intentó modificar la ley restrictiva del comercio promulgada por el gobierno del PSOE en 1985, pero no se llevó adelante al no contar con el apoyo de CiU.

- En el año 1999 se lleva a cabo una reforma del IRPF, en la cual se rebaja este impuesto. Se reduce concretamente un 2% a las rentas más bajas y un 6% a las rentas más altas.[14]

- Se redujo el gasto en protección social (educación, pensiones, sanidad pública, seguridad ciudadana...) un 9%, siendo en el último ejercicio de la legislatura del 20% del PIB frente al 27% de la media europea.

- Durante la primera legislatura la tasa anual del crecimiento del producto interior bruto fue del 4,2% 1997–1999 y 4,1% en 1999–2000.

### Empleo
El desempleo se redujo 7 puntos porcentuales en 4 años. Mientras que los beneficios empresariales crecían por encima del 30% los salarios aumentaron por debajo del 3%. El aumento de los salarios era menor al de los precios haciendo que durante el mandato de Aznar el poder adquisitivo de los trabajadores se redujese un 4%, siendo España el único país de toda la Unión Europea donde se produjese un retroceso. Los contratos temporales aumentaron hasta llegar a representar 1 de cada 3 puestos de trabajo, siendo esta cifra un 250% superior a la media europea. A pesar de la entrada en vigor de la Ley de Prevención de Riesgos Laborales en febrero de 1996 los accidentes laborales se incrementan un 42% entre 1996 y 1999. El índice de siniestralidad pasó de 61 a 73 accidentes por cada 1000 trabajadores. La UE recomienda en La Carta Social Europea que el salario mínimo interprofesional (SMI) sea igual o mayor al 60% del salario medio del país, en España alcanzaba el 34% en el año 2000, situándose en 424€ mensuales (742€ serían necesarios para cumplir con la recomendación de la UE).

### Vivienda
El precio de la vivienda aumentó más de un 28% en tan solo 4 años. El precio medio pasó de 62.500 Euros a 80.500, a lo que hay que sumar el aumento de las hipotecas del 45%, pasando de 47.500 Euros a 69.000. El esfuerzo para adquirir una vivienda aumentó, pasando de una relación precio/salario de 4,1 años en 1996 a 4,9 en 2000.

## Medio ambiente
A pesar de que Aznar niega la existencia del cambio climático antropogénico firmó en 1998 el Protocolo de Kioto. Las emisiones de gases de efecto invernadero en España aumentaron un 28% entre 1996 y 2000, incumpliendo así lo pactado.

## Política interior

### Terrorismo
El 1 de julio de 1997, la Guardia Civil liberó de un zulo a José Antonio Ortega Lara. Ortega Lara había sufrido el sucuestro más largo de la historia de ETA (532 días). Diez días después, ETA secuestró al joven de 29 años economista y concejal del PP de la localidad vizcaína de Ermua, Miguel Ángel Blanco. El posterior comunicado de ETA es un ultimátum: si en 48 horas el Gobierno de Aznar no decide el acercamiento de todos los presos al País Vasco, el joven político sería asesinado. A las 4 de la tarde del sábado 12 de julio, se terminó el plazo del ultimátum y el Ejecutivó no cedió al chantaje. ETA cumplió su amenaza al asesinar a Miguel Ángel Blanco. El lunes 14 de julio los españoles salen a la calle a expresar su repudio a este asesinato y los anteriores en una movilización colectiva sin precedentes, millones de personas en toda España claman contra los terroristas, certificando con ello el inicio de rebelión ciudadana contra el terrorismo. Aquel movimiento popular, que es una demostración de fortaleza democrática recibió el nombre de «espíritu de Ermua».
El 16 de septiembre de 1998, tras la firma del Pacto de Estella, la organización terrorista ETA declaró, por primera vez en su historia, un «alto el fuego total e indefinido». Aznar ordenó contactos la banda terrorista, teniendo una primera reunión en Zúrich y modificando su política de dispersión de los terroristas, acercando al País Vasco a 135 presos. Sin embargo, las conversaciones fracasan y ETA rompe la tregua el 28 de noviembre del año siguiente.

### Nacionalismos
Durante el primer año de gobierno popular, se transfirieron nuevas competencias al Gobierno Vasco , favoreciendo un aparente entendimiento entre PNV y PP que tuvo como representación la buena relación entre Álvarez-Cascos y Xabier Arzalluz, aunque con discrepancias en la lucha antiterrorista, fruto de numerosas críticas de los miembros del Partido Popular del País Vasco.[cita requerida]
Un año después del nacimiento del espíritu de Ermua el PNV negocia secretamente con Euskadi Ta Askatasuna (ETA) una tregua, que se iniciaría el 18 de septiembre de 1998. Estos hechos motivaron la rotura del apoyo mutuo entre PNV y PP, rompiéndose los pactos de gobierno conjuntos en el País Vasco como el del ayuntamiento de Bilbao. La pérdida del apoyo del PNV en el congreso no tuvo consecuencias directas, puesto que el PP siguió contando con el apoyo de CiU y CC, en total 176 escaños. Durante 1998 y 1999, en el tiempo que duró la tregua de ETA, se acercaron 135 presos de la banda a cárceles vascas, y se mantuvo una reunión entre representantes del gobierno y ETA en Zúrich. Una vez finalizado el proceso ETA inició una ofensiva contra ediles y cargos públicos del PP. En enero de 1999, Álvarez-Cascos abandona la secretaría general del partido en favor de Javier Arenas.
Como consecuencia directa de la nueva estrategia seguida por el PNV, PP y PSE-EE iniciaron una nueva etapa de entendimiento en el contexto vasco. La controversia y enfrentamiento entre PNV y PP y PSE-EE influiría notablemente en la vida política española, llegando al clímax de confrontación en las elecciones autonómicas vascas del 2001, en las que Jaime Mayor Oreja sería candidato a lehendakari, dejando su puesto como ministro de interior. En la elecciones autonómicas del País Vasco del 2001 el Partido Popular obtuvo 19 escaños, sus mejores resultados en unas elecciones autonómicas vascas.

## Política militar
En 1999, se promulgó la Ley 17/1999, de 18 de mayo, de Régimen del Personal de las Fuerzas Armadas que suprimiría el servicio militar obligatorio a partir de diciembre de 2002. Esta supresión se adelantaría en la siguiente legislatura a diciembre de 2001 con la aprobación del Real Decreto 247/2001, de 9 de marzo, por el que se adelanta la suspensión de la prestación del servicio militar.
Entre 1996 y 1999 se procedió a la plena integración de España en la estructura militar de la OTAN y en la Unión Europea.
El 1999 España participa en el bombardeo de Yugoslavia llevado a cabo por la OTAN durante diez semanas. Al menos 500 civiles murieron. El Partido Popular vota a favor del bombardeo, al igual que la mayoría del Parlamento. Solo se opuso a él Izquierda Unida y el BNG.